# Pondok Pesantren Waria Al-Fatah
Le Pondok Pesantren Waria Al-Fatah est une pesantren (en) (une madrasa indonésienne) fondée à Yogyakarta en 2008 afin d'accueillir des membres de la communauté waria, une identité trans.

## Histoire

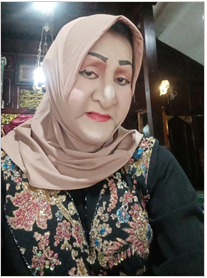
Shinta Ratri, une des fondatrices.

L'origine de cette institution remonte à 2006, à la suite du tremblement de terre qui a frappé Yogyakarta. En réponse à cette catastrophe naturelle qui a coûté la vie à plusieurs waria, Bu Maryani a pris l'initiative d'organiser des rassemblements religieux mensuels pour prier pour la sécurité de la ville. Ces réunions, initialement tenues le mardi, ont continué à être tenues année après année, de manière itinérante. Elles sont alors supervisées par Kyai Hamrolie.
Progressivement, Bu Maryani envisage de transformer ces rassemblements en une structure plus importante pour répondre aux besoins religieux des personnes transgenres. Avec le soutien d'organisations non gouvernementales œuvrant dans le domaine de la santé sexuelle et reproductive, elle prépare l'ouverture du pesantren Al-Fatah. En 2008, le Pondok Pesantren Waria Al-Fatah ouvre officiellement ses portes dans la maison de Bu Maryani, située dans le quartier de Notoyudan au sein du district de Pringgokusuman à Gedongtengen (id). La cérémonie d'ouverture réunit des leaders communautaires et des représentants du gouvernement.
En 2014, le pensionnat change de locaux et s'installe dans la maison de la nouvelle présidente, Shinta Ratri.
En février 2016, l'école est temporairement fermée à la suite de menaces de violence émanant de groupes conservateurs, notamment après un raid du groupe radical Front Jihad Islam.
Shinta Rati meurt à l'âge de soixante ans en février 2023, laissant le pesantren dans une situation difficile étant donné que la maison revient aux héritiers de Rati et n'est donc plus disponible pour les activités.

## Structure et fonctionnement
Contrairement aux pesantren traditionnels, Al-Fatah ne dispose pas d'infrastructures imposantes. L'école occupe une simple maison louée, dont le salon sert d'espace pour les activités. À ses débuts, l'établissement comptait environ 25 étudiants transgenres, ainsi que quelques personnes gays et lesbiennes.
Les cours dispensés couvrent divers aspects de l'islam, notamment la récitation du Coran, la littérature théologique (par exemple le Bulugh al-Maram (en)) et les traditions religieuses.
En plus de l'enseignement religieux, l'école propose des ateliers pratiques tels que le maquillage, les massages et l'agriculture vivrière, dans le but d'encourager l'autonomie des étudiants. Ainsi, l'école encourage l'insertion dans des professions légales et aide ses membres à sortir de la précarité.
Les activités se déroulent principalement le dimanche après-midi, comprenant des prières et l'étude du Coran. L'école fonctionne sur le principe de l'inclusivité et de la diversité, accueillant même des personnes non musulmanes désireuses de participer. Il y a une forte solidarité entre les membres du pesantren. En 2023, le pensionnat compte 16 personne âgées dont les membres plus jeunes prennent soin.

## Politique
L'institution connaît des conflits internes et externes, notamment avec l'organisation islamique FJI. Al-Fatah est toutefois aussi soutenue par des membres de la communauté locale et par des universitaires qui ont contribué à maintenir son existence. Visé par des campagnes médiatiques propageant un discours intolérant envers les personnes transgenres, le pensionnat est parvenu à ouvrir des dialogues et, souvent, à se faire accepter. Le plaidoyer d'Al-Fatah passe par exemple par l'argument selon lequel les waria ont été créées par la divinité, comme tout le monde.